# 16969 Геламуда
16969 Геламуда (16969 Helamuda) — астероїд головного поясу, відкритий 29 жовтня 1998 року.
Тіссеранів параметр щодо Юпітера — 3,163.